# Daniel Pedoe
Daniel Pedoe (1910-1998) est un mathématicien britannique auteur de plusieurs ouvrages concernant la géométrie algébrique, les cercles et les sangaku.